# Fragile Eternity - Immortale tentazione
Fragile Eternity - Immortale tentazione (Fragile Eternity) è un romanzo di Melissa Marr. È il seguito di Wicked Lovely e Ink Exchange.

## Trama
Il libro inizia con Aislinn che, dopo una festa della Corte dell'Estate, si reca a casa del suo ragazzo mortale Seth. Nello stesso momento Bananach, nota anche come “Guerra” visita la sorella Lasair, regina dell'Alta Corte, per riferirle di Seth, che è allo stesso tempo fidanzato della Regina dell'Estate e grande amico del Re del Buio. Le parla anche delle sue predizioni a proposito della guerra che presto scoppierà. Ignorando i commenti sul conflitto, Lasair ordina al fratello consigliere Devlin di tenere d'occhio Seth e scoprire se rappresenta un problema per il già delicato equilibrio delle quattro corti.
Seth e Niall sono ancora molto amici e a volte escono insieme, fino a che Niall gli offre la protezione della Corte del Buio, principalmente per proteggerlo da Keenan, nel caso disponesse di eliminarlo per poter approfittare di Aislinn. Dato l'approssimarsi dell'estate, il legame tra Keenan ed Aislinn si fa più forte e Seth continua a lottare col pensiero che perfino la fata più debole è di gran lunga più potente di lui.
Seth ed Aislinn, così come Keenan e Donia sembrano avere dei problemi. Donia non si accontenta del fatto che Keenan vada da lei solo occasionalmente e non sopporta il fatto di doverlo dividere con Aislinn, così in un impeto di rabbia lo sbatte fuori casa e gli intima di non farsi più vedere. Keenan ne parla con Aislinn, che si reca quindi da Donia, la quale, provocata, la pugnala con lame di ghiaccio.
Per curarla, Keenan è costretto a toccarla e a far così nascere il desiderio in Aislinn, anche se lei continua a sostenere di volere esclusivamente Seth. Quest'ultimo, venuto a sapere l'accaduto, le chiede di avere un po' di spazio per se stesso e se ne va a cercare qualcuno che possa trasformarlo in una creatura fatata. Bananach lo porta da Lasair, che acconsente alla trasformazione a patto che lui ogni anno passi un mese nel suo regno. Lui accetta le condizioni e Lasair lo trasforma, facendone una creatura fatata molto potente. Durante il tempo che passa con l'Alta Corte, Seth inizia a provare dei sentimenti per la regina, non come amante ma come madre.
Seth però non sa che un mese nel regno di Lasair corrisponde a sei in quello mortale, ed Aislinn non vedendolo tornare inizia a disperarsi. Keenan, Donia e Niall sanno dove si trova ma nessuno ha intenzione di comunicarlo alla ragazza, perché questo potrebbe causare il conflitto che tutti cercano di evitare.
Niall si reca a trovare Seth, che lo informa del patto stretto con Lasair, dicendosi contento della sua nuova vita. Aislinn nel frattempo si convince che Seth se ne sia andato per sempre e cerca di concentrarsi su Keenan. Quando il mese di Seth scade, Lasair gli rivela che intende riconoscerlo come suo figlio, quindi lo lascia tornare dalla sua ragazza. Quando lo vedono e notano che non è più mortale, Aislinn e Keenan sono molto sorpresi. Il Re dell'Estate corre da Donia per chiederle perdono e Seth si reca invece da Niall per avere il permesso di essere allenato con i segugi di Gabriel, principalmente per riuscire a combattere contro Bananach.

## Curiosità
Nell'edizione italiana il nome della Regina dell'Alta Corte è stato cambiato in Lasair. Il nome originale della regina è infatti Sorcha, ma è stato modificato data l'evidente e fuorviante assonanza con il termine italiano "sorcio", evocativo di un'immagine che mal si addice ad un personaggio descritto come etereo e regale.

## Edizioni
- Melissa Marr, Fragile Eternity - Immortale tentazione, traduzione di Lucia Olivieri, collana Lain, Fazi Editore, 2009, ISBN 978-88-7625-063-7.